# Kim Gye-ryeong
Kim Gye-ryeong (김계령?; Seul, 17 dicembre 1979) è un'ex cestista sudcoreana.

## Carriera
Con la Corea del Sud ha disputato due Olimpiadi (2004, 2008) e tre Campionati del mondo (2002, 2006, 2010).